# Lambaréné
Lambaréné è una città situata nella parte occidentale del Gabon; è capoluogo della provincia di Moyen-Ogooué.
È la località dove, nel 1913, Albert Schweitzer (Premio Nobel per la pace nel 1952) fondò il suo celebre ospedale. Attualmente l'Ospedale Schweitzer ha numerosi reparti e un centro di ricerca medica per la malaria.

## Geografia fisica

### Territorio
La città si trova solo pochi chilometri a sud dell'Equatore ed è situata nella foresta equatoriale sulle rive del fiume Ogooué che divide la città in tre distretti chiamati Rive Gauche, Ile Lambaréné e Rive Droite.

### Clima
La temperatura media è pari a 27 °C; la stagione delle piogge inizia ad ottobre e finisce in giugno; all'interno di questo periodo è compreso un intervallo meno piovoso tra dicembre e gennaio, mentre la lunga stagione secca va da luglio a settembre.